# George Coulouris
George Coulouris (Manchester, 1º ottobre 1903 – Londra, 25 aprile 1989) è stato un attore inglese.

## Biografia
Figlio di un mercante greco immigrato e di una donna inglese, cresciuto alla "Manchester Grammar School", George Coulouris fu un attore molto dotato, specializzato soprattutto in ruoli da cattivo, ma anche in personaggi nobili. 
Tra i più noti film nei quali è apparso sono da ricordare Quarto potere (1941), Per chi suona la campana (1943), Papillon (1973) e Assassinio sull'Orient Express (1974). Ma il film che lo stabilì come una figura interessante, forte e affidabile, con le sue spalle grosse e i suoi occhi tenebrosi, fu Quando il giorno verrà (1943). Tuttavia, aveva lavorato a Hollywood prima di questo grazie alla conoscenza con Orson Welles. 
Coulouris studiò con Elsie Fogerty alla Royal Central School of Speech and Drama. Il suo debutto londinese avvenne nel 1925 con Enrico V all'Old Vic. Dal 1929 iniziò a lavorare anche a Broadway. La successiva pietra miliare nella sua carriera fu posta quando stava recitando, a teatro, la piece Dieci milioni di fantasmi e incontrò Orson Welles, con cui stabilì subito un'intesa professionale e che lo accolse nella compagnia del Mercury Theatre, affidandogli il ruolo di Marco Antonio nella moderna produzione di Julius Caesar (1937). 
Quando Welles andò a Hollywood per girare Quarto potere (1941), Coulouris lo seguì per interpretare il ruolo di Walter Parks Thatcher. Da quel momento la sua carriera come attore cinematografico fu assicurata ed egli continuò a recitare in una lunga serie di film hollywoodiani per tutti gli anni quaranta. Alla fine del decennio ritornò in Inghilterra, e per tutti gli anni cinquanta e sessanta confermò la sua solida reputazione di attore teatrale, nonostante la sua reputazione cinematografica, e tornando a interpretare opere di Ibsen, Shaw, Strindberg, Molière e Shakespeare. 
Verso la fine della sua vita si cimentò con la narrativa, scrivendo alcune affascinanti memorie sulla sua vita giovanile a Manchester e sulle sue prime esperienza teatrali. Morì il 25 aprile 1989 per un attacco cardiaco; da tempo era anche affetto dalla malattia di Parkinson.

## Vita privata
Si sposò due volte. Nel 1930 con Louise Franklin, dalla quale ebbe due figli: George Franklin (1937), uno scienziato informatico che vive e lavora a Londra e Mary Louise (1939), un'artista che vive e lavora in Scozia; il matrimonio con la Franklin durò fino al 1976, anno della morte di lei. Nel 1977 si risposò con Elizabeth Donaldson, con cui rimase sposato fino al 1989.

## Filmografia

### Cinema
- Christopher Bean, regia di Sam Wood (1933)
- Paradiso proibito (All This, and Heaven Too), regia di Anatole Litvak (1940)
- Seduzione (The Lady in Question), regia di Charles Vidor (1940)
- Quarto potere (Citizen Kane), regia di Orson Welles (1941)
- Il segreto del golfo (Assignment in Brittany), regia di Jack Conway (1943)
- Questa terra è mia (This Land Is Mine), regia di Jean Renoir (1943)
- Per chi suona la campana (For Whom the Bell Tolls), regia di Sam Wood (1943) - non accreditato
- Quando il giorno verrà (Watch on the Rhine), regia di Herman Shumlin (1943)
- Tra due mondi (Between Two Worlds), regia di Edward A. Blatt (1944)
- La signora Skeffington (Mr. Skeffington), regia di Vincent Sherman (1944)
- Traditori (The Master Race), regia di Herbert J. Biberman (1944)
- Il ribelle (None But the Lonely Heart), regia di Clifford Odets (1944)
- L'eterna armonia (A Song to Remember), regia di Charles Vidor (1945)
- Berlino Hotel (Hotel Berlin), regia di Peter Godfrey (1945)
- Due pantofole e una ragazza (Lady on a Train), regia di Charles David (1945)
- L'agente confidenziale (Confidential Agent), regia di Herman Shumlin (1945)
- Una luce nell'ombra (Nobody Lives Forever), regia di Jean Negulesco (1946)
- La morte viene da Scotland Yard (The Verdict), regia di Don Siegel (1946)
- Vecchia California (California), regia di John Farrow (1947)
- Femmina (Mr. District Attorney), regia di Robert B. Sinclair (1947)
- La congiura di Barovia (Where There's Life), regia di Sidney Lanfield (1947)
- Donne e veleni (Sleep, My Love), regia di Douglas Sirk (1948)
- Codice d'onore (Beyond Glory), regia di John Farrow (1948)
- Un sudista del Nord (A Southern Yankee), regia di Edward Sedgwick (1948)
- Giovanna d'Arco (Joan of Arc), regia di Victor Fleming (1948)
- Kill or Be Killed, regia di Max Nosseck (1950)
- Appointment with Venus, regia di Ralph Thomas (1951)
- L'avventuriero della Malesia (Outcast of the Islands), regia di Carol Reed (1951)
- Venetian Bird, regia di Ralph Thomas (1952)
- The Dog and the Diamonds, regia di Ralph Thomas (1953)
- L'incubo dei Mau Mau (The Heart of the Matter), regia di George More O'Ferrall (1953)
- A Day to Remember, regia di Ralph Thomas (1953)
- The Runaway Bus, regia di Val Guest (1954)
- Quattro in medicina (Doctor in the House), regia di Ralph Thomas (1954)
- Duello nella giungla (Duel in the Jungle), regia di George Marshall (1954)
- The Teckman Mystery, regia di Wendy Toye (1954)
- Mask of Dust, regia di Terence Fisher (1954)
- Un dottore in altomare (Doctor at Sea), regia di Ralph Thomas (1955)
- Operazione fifa (Private's Progress), regia di John Boulting (1956)
- Dottore a spasso (Doctor at Large), regia di Ralph Thomas (1957)
- Tarzan e il safari perduto (Tarzan and the Lost Safari), regia di H. Bruce Humberstone (1957)
- The Man Without a Body, regia di Charles Saunders e W. Lee Wilder (1957)
- Kill Me Tomorrow, regia di Terence Fisher (1957)
- La casbah di Marsiglia (Seven Thunders), regia di Hugo Fregonese (1957)
- L'affare Dreyfus (I Accuse!), regia di José Ferrer (1958)
- Womaneater, regia di Charles Saunders (1958)
- Non c'è tempo per morire (No Time to Die), regia di Terence Young (1958)
- The Big Money, regia di John Paddy Carstairs (1958)
- Benvenuto a Scotland Yard! (Law and Disorder), regia di Charles Crichton (1958)
- Spy in the Sky!, regia di W. Lee Wilder (1958)
- Son of Robin Hood, regia di George Sherman (1958)
- Le 10 lune di miele di Barbablù (Bluebeards Ten Honeymoons), regia di W. Lee Wilder (1960)
- La guerra segreta di suor Katryn (Conspiracy of Hearts), regia di Ralph Thomas (1960)
- Paquito (The Boy Who Stole a Million), regia di Charles Crichton (1960)
- Pacco a sorpresa (Surprise Package), regia di Stanley Donen (1960)
- La baia dei pirati (Fury at Smugglers' Bay), regia di John Gilling (1961)
- Il re dei re (King of Kings), regia di Nicholas Ray (1961)
- Amori proibiti (In the Cool of the Day), regia di Robert Stevens (1963) - scene cancellate
- Appuntamento fra le nuvole (Come Fly with Me), regia di Henry Levin (1963)
- New York Press operazione dollari (The Crooked Road), regia di Don Chaffey (1965)
- Il teschio maledetto (The Skull), regia di Freddie Francis (1965)
- Scruggs, regia di David Hart (1965)
- Arabesque, regia di Stanley Donen (1966)
- L'emblema di Viktor (Too Many Thieves), regia di Abner Biberman (1966)
- The Other People, regia di David Hart (1968)
- Assassination Bureau (The Assassination Bureau), regia di Basil Dearden (1969)
- Bruciatelo vivo! (Land Raiders), regia di Nathan Juran (1969)
- 2000: la fine dell'uomo (No Blade of Grass), regia di Cornel Wilde (1970)
- Exorcismus - Cleo, la dea dell'amore (Blood from the Mummy's Tomb), regia di Seth Holt e, non accreditato, Michael Carreras (1971)
- Perché il dio fenicio continua ad uccidere? (Tower of Evil), regia di Jim O'Connolly (1972)
- Alfa e omega, il principio della fine (The Final Programme), regia di Robert Fuest (1973)
- Papillon, regia di Franklin J. Schaffner (1973)
- La perdizione (Mahler), regia di Ken Russell (1974)
- Ma il tuo funziona... o no? (Percy's Progress), regia di Ralph Thomas (1974)
- L'anticristo, regia di Alberto De Martino (1974)
- Assassinio sull'Orient Express (Murder on the Orient Express), regia di Sidney Lumet (1974)
- Ci rivedremo all'inferno (Shout at the Devil), regia di Peter R. Hunt (1976)
- Il vizietto americano (The Ritz), regia di Richard Lester (1976)

### Televisione
- Colonnello March (Colonel March of Scotland Yard) – serie TV, episodio 1x22 (1956)
- Assignment Foreign Legion – serie TV, episodio 1x23 (1957)
- Pathfinders to Mars (1960)
- Pathfinders to Venus (1961)
- Maigret (1963)
- Dick Carter, lo sbirro (1966)
- The Trials of O'Brien (1966)
- Il prigioniero (1 episodio Scaccomatto (conosciuto anche con il titolo "Regina, torre, pedina")) (1967) - Serie TV
- Clouds of Witness (1972)
- The Stranger (1973)
- Coffee, Tea or Me? (1973)
- The Doombolt Chase (1978)
- The Birds Fall Down (1978)
- Mussolini: The Untold Story (1985)

## Doppiatori italiani
- Giorgio Capecchi in Quando il giorno verrà, Codice d'onore, Quattro in medicina
- Amilcare Pettinelli in L'eterna armonia
- Emilio Cigoli in Giovanna d'Arco
- Gualtiero De Angelis in L'affare Dreyfus
- Bruno Persa in Papillon
- Sergio Fiorentini in Assassinio sull'Orient Express
- Gianfranco Bellini in Quarto potere (ridoppiaggio)